# Schmuck (pejoratief)
Schmuck, of shmuck, is een pejoratieve term voor iemand die dom of dwaas is, of een onaangename, verachtelijke of verfoeilijke persoon. Het woord kwam in de Engelse taal uit het Jiddisch (שמאָק, shmok), waar het gelijkaardige pejoratieve betekenissen heeft, maar waar zijn letterlijke betekenis een vulgaire term voor penis is. Een schmuck is vergelijkbaar met een schlemiel, maar, zoals vermeld in een essay uit 2010 in The Forward, kan een schmuck zichzelf verbeteren terwijl een schlemiel "onveranderlijk is".

## Etymologie
Het Jiddische woord shmok is afgeleid van het Oud-Poolse smok "grasslang, draak".  
In de Duitse taal betekent het woord Schmuck "sieraden, versiering". Het is een nominalisatie van het Duitse werkwoord schmücken "versieren" en staat los van het woord dat in dit artikel wordt besproken. 

## Eufemismen
Omdat het over het algemeen als een vulgariteit wordt beschouwd, wordt het woord vaak geeufemiseerd als schmoe, wat de bron was van Al Capp's stripfiguur, de shmoo. Andere varianten zijn schmo en shmo.

## In de Joods-Amerikaanse cultuur
Leo Rosten schrijft in The Joys of Yiddish dat schmuck onder joden vaak wordt gezien als een obsceen woord dat niet lichtvaardig mag worden gezegd. Lenny Bruce, een joodse stand-upcomedian, schreef dat het gebruik van het woord tijdens zijn optredens in 1962 leidde tot zijn arrestatie aan de westkust, "door een Jiddische undercoveragent die meerdere nachten achter elkaar in de club was geplaatst om te bepalen of [zijn] gebruik van Jiddische termen was een dekmantel voor godslastering".

## In de populaire cultuur
Hoewel schmuck in het Jiddisch als een obscene term wordt beschouwd, is het een algemeen Amerikaans idioom voor "eikel" of "idioot" geworden. Het kan echter door sommige joden als aanstootgevend worden opgevat, vooral degenen met sterke Jiddische wortels. Allan Sherman legde in zijn boek The Rape of the A*P*E* uit dat, als een woord vaak genoeg wordt gebruikt, het zijn schokwaarde verliest en algemeen wordt gebruikt zonder dat er wenkbrauwen worden opgetrokken.
De term werd met name gebruikt in de komische film Dinner for Schmucks uit 2010, waarin het plot draaide om een wedstrijd tussen zakenlieden om te zien wie de grootste idioot kon uitnodigen voor een maandelijks diner. In haar recensie van de film voor de New York Times, filmcriticus Debbie Schlussel was het oneens met het gebruik van de term "schmuck", en met het gebruik van Jiddisch in de film, en voegde eraan toe: "De juistere titel zou zijn geweest 'Diner voor Schlemielen'.” Ze voegde eraan toe: "In The New York Times, waar het woord nog steeds als potentieel aanstootgevend wordt beschouwd, mag de titel van [de] film slechts spaarzaam worden genoemd. Toch zouden advertenties voor de film waarschijnlijk geaccenpteerd worden" en suggereerde dat de hoofdpersonen in de film beter "shmendriks" zouden kunnen heten.

## In bodybuilding
In de bodybuildingcultuur wordt de term "schmoe" of "smos" gebruikt om een persoon te beschrijven die vaak een rijke man is die minder gespierd en zwakker is dan bodybuilders en bodybuilders geld betaalt voor privé poseersessies, worstelen en prostitutie.  